# Флёри, Луи
Лу́и-Франсу́а Флёри́ (фр. Louis-François Fleury; 1878, Лион — 1926, Париж) — французский флейтист, один из наиболее заметных учеников Поля Таффанеля по Парижской консерватории.

## Биография
В 12-летнем возрасте брал уроки игры на пикколо у некого парикмахера. Через 3 года приехал в Париж и начал занятия у Жоржа Баррера. В 1895 году поступает в Парижскую консерваторию, где учится у Поля Таффанеля. В 1900 году был отмечен 1-й премией консерватории за исполнение Концерта Демерссмана. В 1902 году вступает в «Современное общество духовых инструментов» (фр. Société Moderne des Instruments à Vent), руководителем которого он становится в 1905 году после эмиграции Ж. Баррера в Америку.
Был солистом в концертах Ассоциации больших концертов (фр. Association des grands Concerts), Концертов Альфреда Корто. В качестве солиста сопровождал в 1907 году в концертных поездках певицу Эмму Кальве (сопрано). Многие композиторы посвятили ему свои произведения, среди которых: пьеса «Кришна» из сюиты «Игроки на флейте» Альбера Русселя, пьеса «Сиринкс» Клода Дебюсси (премьера состоялась 1 декабря 1913 года), Сонатина Дариуса Мийо, Сюита в трёх частях Сирила Рутэма, Соната Мел Бони, с которой его связывала дружба. В 1914 году был призван на военную службу. В мае 1924 года участвовал в одном из отделений концерта Э.Вила-Лобоса, где тот выступал в качестве пианиста во время пребывания в Париже. Был автором многих переложений для флейты (в том числе «Паваны на смерть инфанты» М.Равеля) и редакций произведений для флейты. Заново открыл публике многие произведения эпохи барокко. Под его редакцией впервые во Франции были изданы флейтовые произведения Иоганна Себастьяна Баха. Также редактировал сонаты Мишеля Блаве, Жака-Кристофа Нодо, Генри Пёрселла, Джона Стэнли, Леонардо Винчи и др. Вместе с другим учеником Таффанеля, Филиппом Гобером, Флёри после смерти Таффанеля закончил и опубликовал его Школу игры на флейте (фр. Méthode complète de flûte). Сотрудничал с редакциями французских и английских журналов (Music and Letters, Chesterian и L´Encyclopédie de Lavignac) в качестве автора статей о музыке и о флейте.
Был женат на пианистке Габриэлле Моншаблон (фр. Gabrielle Monchablon), дочери французского художника Альфонса Моншаблона.